# 类型类
在计算机科学中，类型类（type class），是支持特设多态的类型系统构造。这是通过向参数多态类型的类型变量增加约束完成的。这种约束典型的涉及到一个类型类T和一个类型变量a，并意味着a所能实例化的类型，其成员必须支持关联于T的重载运算。
类型类首先在Haskell中实现，当时Philip Wadler和Stephen Blott提出它，作为对Standard ML的eqtype的扩展，并且最初构想为以本原方式实现重载算术及等式算符的一种途径。
对比于Standard ML的“eqtypes”，在Haskell中通过使用类型类重载等式算符，不要求编译器前端或底层类型系统的广泛修改。
自从它们创立之后，已经发现了类型类的很多其他应用。

## 概述
定义类型类需要通过规定一组函数或约束名字，它们分别具有同在的类型，它们对属于这个类的所有类型都必须存在。在Haskell中，类型可以被参数化，意图包含允许等式的类型一个类型类Eq，可以如下这样声明：
```
class
 
Eq
 
a
 
where

  
(
==
)
 
::
 
a
 
->
 
a
 
->
 
Bool

  
(
/=
)
 
::
 
a
 
->
 
a
 
->
 
Bool

  
x
 
/=
 
y
  
=
  
not
 
(
x
 
==
 
y
)

  
x
 
==
 
y
  
=
  
not
 
(
x
 
/=
 
y
)

```

这里的a是类型类Eq的一个实例，并且a定义的函数签名，针对了2个函数（等式和不等式函数），它们每个都接受2个类型a的实际参数并返回一个布尔值。这个声明可以读作：“类型a属于类型类Eq，如果在其上定义了有适当类型的，叫做(==)、(/=)的的函数。”
编程者可以使任何类型t成为给定类型类C 的成员，通过使用“实例声明” 为特定类型t实现所有的C方法。如果编程者定义一个新的记录数据类型Foo，可以接着使这个新类型成为Eq的实例，通过以任何他们认为合适的方式，提供在类型Foo的值之上的等式函数和不等式函数，例如：
```
data
 
Foo
 
=
 
Foo
 
{
x
 
::
 
Integer
,
 
str
 
::
 
String
}

 

instance
 
Eq
 
Foo
 
where

   
(
Foo
 
x1
 
str1
)
 
==
 
(
Foo
 
x2
 
str2
)
 
=
 
(
x1
 
==
 
x2
)
 
&&
 
(
str1
 
==
 
str2
)

```

编程者可以接着如下这样定义函数elem，它确定一个元素是否在一个列表之中：
```
elem
 
::
 
Eq
 
a
 
=>
 
a
 
->
 
[
a
]
 
->
 
Bool

elem
 
y
 
[]
     
=
 
False

elem
 
y
 
(
x
:
xs
)
 
=
 
(
x
 
==
 
y
)
 
||
 
elem
 
y
 
xs

```

函数elem的类型a -> [a] -> Bool具有上下文Eq a，将参数多态函数的类型变量a可包括的类型，约束为属于Eq类型类的那些类型。Haskell中的 => 可表示“类型类继承”或“类型约束”。函数elem可应用于属于Eg类型类的任何类型的元素和这个类型的列表二者之上。
注意类型类不同于面向对象编程语言中的类。特别是，Eq不是一个类型：没有类型Eq的值这种东西。类型变量a有种类（kind）{\displaystyle *}，在最新的GHC发行中叫做Type。意味着Eq的种类是：
```
Eq
 
::
 
Type
 
->
 
Constraint

```

## 高种类多态
类型类不但接受种类Type的类型变量，它可以接受任何种类的类型变量。这些有更高种类的类型类有时叫做构造子类，这里的构造子指称的是类型构造子比如Maybe，而非数据构造子比如Just。例如单子类Monad：
```
class
 
Monad
 
m
 
where

  
return
 
::
 
a
 
->
 
m
 
a

  
(
>>=
)
  
::
 
m
 
a
 
->
 
(
a
 
->
 
m
 
b
)
 
->
 
m
 
b

```

m应用到一个类型变量上的事实，指出了它有着种类Type -> Type，就是说它接受一个类型并返回一个类型，因而Monad的种类是：
```
Monad
 
::
 
(
Type
 
->
 
Type
)
 
->
 
Constraint

```

## 多参数类型类
类型类允许多个类型参数，因此类型类可以被看作在类型上的关系。例如，在GHC标准库中，类IArray表达一个通用不可变数组接口。在这个类中，类型约束IArray a e意味着a是一个数组类型，它包含类型e的元素。例如，在多态上的这种限制被用来实现开箱数组类型。

## 函数依赖
在Haskell中，类型类已经被精制为允许编程者声明在类型参数之间的函数依赖，这个概念受到关系数据库理论中的函数依赖的启发。就是说，编程者可以断言对类型参数的某个子集的给定指派，唯一性的确定余下的类型参数。例如，承载一个类型s的状态参数的，一个一般性的单子m，满足类型类约束Monad.State s m。在这个约束中，有函数依赖m -> s。这意味着对于类型类Monad.State的一个给定单子m，从m能访问到的状态类型是被唯一性确定的。这会辅助编译器进行类型推论，还能辅助编程者进行类型导向编程。
Simon Peyton-Jones因其复杂性而反对在Haskell中介入函数依赖。

## 运算符重载的其他方式
在Standard ML中，“等式类型”的机制粗略的对应于Haskell的内建类型类Eq，但是所有等式算符都自动的由编译器导出。编程者的过程控制局限于，指定在一个结构中哪些类型成员是等式类型，和在多态类型中哪些类型变量涉及等式类型。
SML和OCaml的模块和函子可以扮演类似于Haskell的类型类的角色，原则区别在于类型推论的角色，它使得类型类适合于特设多态。OCaml的面向对象子集是某种程度上与类型类有可比性的另一种方式。

## 有关概念
用于重载数据的一个类似概念（实现于GHC中）是类型家族。
在Clean中的类型类与Haskell相似，但是有稍微不同的语法。
Rust支持trait，这是具有一致性的有限形式的类型类。
Mercury有类型类，却不完全同于Haskell。
在Scala中，类型类是编程惯例，可以用现存语言特征比如隐式参数来实现，本身不是独立的语言特征。由于它们在Scala中的这种实现方式，在有歧义的情况下，有可能显式的指定哪种类型类实例用作在代码中特定位置上的类型。但是，这不必然有益处，因为有歧义的类型类实例是易于出错的。
证明辅助Coq在新近版本也支持类型类。不像在平常编程语言中那样，在Coq中，在类型类定义内陈述的任何类型类定律（比如单子定律），在使用它们之前，必须对每个类型类实例进行数学证明。

## 引用
1. ↑  Morris, John.  (PDF). 2013  [2021-02-08]. （原始内容存档 (PDF)于2020-11-04）.
2. ↑  Wadler, Philip. . October 1988.
3. ↑  Kaes, Stefan. . . March 1988. doi:10.1007/3-540-19027-9_9.
4. ↑  Wadler, Philip; Stephen Blott. . . January 1989  [2021-02-08]. （原始内容存档于2016-03-11）.
5. ↑  Appel, Andrew; David MacQueen. . . June 1991  [2021-02-08]. （原始内容存档于2008-05-09）.
6. ↑  Type （页面存档备份，存于） from Data.Kind appeared in version 8 of the Glasgow Haskell Compiler
7. ↑  Haskell' page MultiParamTypeClasses （页面存档备份，存于）.
8. ↑  Mark Jones. Type Classes with Functional Dependencies （页面存档备份，存于）. From Proc. 9th European Symposium on Programming. March, 2000.
9. ↑  Haskell' page FunctionalDependencies （页面存档备份，存于）.
10. ↑  .   [2021-02-10]. （原始内容存档于2014-12-25）.
11. ↑  Dreyer, Derek; Robert Harper; Manuel M.T. Chakravarty. . April 2006  [2021-03-01]. （原始内容存档于2007-05-19）. |book-title=被忽略 (帮助)
12. ↑  .   [2021-02-10]. （原始内容存档于2014-10-28）.
13. ↑  .   [2021-02-10]. （原始内容存档于2020-11-12）.